# Joleon Lescott
Joleon Patrick Lescott (n. 16 august 1982) este un fotbalist englez retras din activitate. Este fratele jucătorului Aaron Lescott (în prezent la clubul Bristol Rovers- a III-a ligă engleză).
Jucătorul ocupă poziția de fundaș central însă, a mai activat atât pe poziția de fundaș stânga cât și pe cea de mijlocaș defensiv.
Fotbalistul englez a absolvit Academia de Juniori a clubului Wolverhampton Wanderers. Debutul său în prima echipă a avut loc în anul 2000 și a fost votat de către suporteri, doi ani la rând, "Cel mai talentat tânăr jucător". După promovarea clubului în prima ligă engleză din anul 2003, Joleon Lescott a suferit o gravă accidentare la genunchi care l-a ținut tot sezonul departe de gazon. În acel an, Wolverhampton Wonderers a retrogradat în liga secundă.
În anul 2006, jucătorul s-a transferat la clubul din Merseyside, Everton.
Pe data de 24 august 2009, Lescott a trecut vizita medicală a clubului Manchester City semnând un contract cu această formație. Suma transferului a fost raportată la 24 milioane €.După rezilierea contractului în 2014 s-a alăturat clubului West Brom ca jucător liber de contract.
Lescott a reprezentat de foarte multe ori echipa de juniori a naționalei Angliei până și-a făcut apariția în echipa mare a Angliei în anul 2007, împotriva Estoniei.